# Trichogramma sibiricum
Trichogramma sibiricum is een vliesvleugelig insect uit de familie Trichogrammatidae. De wetenschappelijke naam is voor het eerst geldig gepubliceerd in 1980 door Sorokina.